# Ботан (район)
Ботан (порт. Botão) — район (фрегезия) в Португалии, входит в округ Коимбра. Является составной частью муниципалитета Коимбра. Находится в составе крупной городской агломерации Большая Коимбра. По старому административному делению входил в провинцию Бейра-Литорал. Входит в экономико-статистический субрегион Байшу-Мондегу, который входит в Центральный регион. Население составляет 1683 человека на 2001 год. Занимает площадь 16,52 км².
Покровителем района считается Левий Матфей (порт. São Mateus).